# Eueides ambatensis
Eueides ambatensis är en fjärilsart som beskrevs av Charles Oberthür 1916. Eueides ambatensis ingår i släktet Eueides och familjen praktfjärilar. Inga underarter finns listade i Catalogue of Life.